# Oxyporus mannerheimii
Oxyporus mannerheimii är en skalbaggsart som beskrevs av Leonard Gyllenhaal 1827. Oxyporus mannerheimii ingår i släktet Oxyporus, och familjen kortvingar. Arten har ej påträffats i Sverige.